# Dasineura gmelinii
Dasineura gmelinii är en tvåvingeart som beskrevs av Fedotova 1992. Dasineura gmelinii ingår i släktet Dasineura och familjen gallmyggor.
Artens utbredningsområde är Kazakstan. Inga underarter finns listade i Catalogue of Life.